# 투게더 (2025년 영화)
"투게더"(영어: Together)는 2025년 개봉한 바디 호러 영화이다. 마이클 섕크스의 감독 데뷔작이며 그가 각본 역시 맡았다.